# Internationale luchthaven van Bahrein
De internationale luchthaven van Bahrein (Arabisch: مطار البحرين الدولي; Engels: Bahrain International Airport) is een internationale luchthaven die gelegen is op Muharraq, een eiland aan de noordkant van het hoofdeiland Bahrein op ongeveer 7 km ten noordoosten van de hoofdstad Manamah, Bahrein.
Het is de thuisbasis van Gulf Air en Bahrein Air.

## Geschiedenis
De eerste commerciële vlucht naar Bahrein landde in 1932 als tussenstop op de route Londen - Delhi. Het gebruikte toestel was een Handley Page HR42, een toestel dat plaats bood aan 24 passagiers. Het toestel was enkele dagen onderweg vanuit Londen en realiseerde een kruissnelheid van ongeveer 100 knopen.
Tijdens de Tweede Wereldoorlog gebruikte het United States Army Air Forces Air Transport Command het vliegveld als tussenstop voor toestellen op de hoofdroute Karachi - Caïro.
In 1976 opende British Airways een directe verbinding met de Concorde tussen Londen en Bahrain.
In 1994 werd een belangrijke uitbreiding van de luchthaven afgerond. De terminals werden uitgebreid en vernieuwd en per jaar was er een capaciteit voor 10 miljoen passagiers. Eind 2006 werd begonnen met een verdere uitbreiding van de hoofdterminal met een parkeergarage en winkelcentrum. Het programma omvat tevens een volledige renovatie van de hoofdstartbaan, een nieuw hekwerk rond het complex en de nieuwste beveiligingssystemen en extra opstelplaatsen. Dit programma vergde een investering van BD 1.133 miljoen (ongeveer $ 300 miljoen).
In 2008 werd de Bahrain Airport Company opgericht. In 2010 nam deze onderneming het beheer van de luchthaven over. Op 28 januari 2021 werd de vernieuwing van de terminal in gebruik genomen, een verbouwing die de luchthaven $ 1,1 miljard kostte, en die de capaciteit van de luchthaven verhoogde tot 130.000 luchtverkeersbewegingen per jaar en 14 miljoen passagiers per jaar. De bagage-afhandeling kan na de verbouwing pieken tot 4.700 tassen per uur aan.

## Statistieken
Statistieken Bahrein International Airport
| Jaar | Passagiers | Vracht (ton) | Post (ton) | Toestel bewegingen |
| ---- | ---------- | ------------ | ---------- | ------------------ |
| 1998 | 3.434.812  | NA           | NA         | NA                 |
| 1999 | 3.950.000  | NA           | NA         | NA                 |
| 2000 | 3.930.585  | 146.7945     | 3.704      | 60.072             |
| 2001 | 3.991.623  | 152.433      | 4.388      | 60.490             |
| 2002 | 4.147.105  | 176.112      | 4.570      | 61.965             |
| 2003 | 4.296.979  | 231.239      | 6.434      | 69.493             |
| 2004 | 5.144.290  | 290.091      | 11.815     | 72.530             |
| 2005 | 5.581.503  | 316.890      | 17.942     | 73.891             |
| 2006 | 6.696.025  | 315.237      | 42.040     | 80.538             |
| 2007 | 7.320.039  | 341.630      | 43.648     | 87.417             |
| 2008 | 8.758.068  | 332.798      | 37.042     | 101.203            |
| 2009 | 9.053.631  | 311.024      | 31.710     | 103.727            |
| 2010 | 8.896.197  | 296.135      | 31.802     | 106.356            |
| 2011 | 7.793.527  | 279.240      | <-         | 103.419            |
| 2012 | 8.479.266  | 262.386      | <-         | 105.931            |
| 2013 | 7.371.651  | 245.146      | <-         | 90.837             |

## Luchtvaartmaatschappijen en Bestemmingen
- Air Arabia - Sharjah
- Air India Express - Delhi, Doha, Kochi, Kozhikode, Mangalore, Mumbai, Thiruvananthapuram
- Bahrain Air - Aleppo, Alexandria-El Nouzha, Amman, Assiut, Bagdad, Beirut, Chittagong, Damascus, Dammam, Dhaka, Doha, Dubai, Kathmandu, Khartoum, Kochi, Kozhikode, Kuwait, Luxor, Mashhad, Mumbai, Najaf, Riyadh
- British Airways - Doha, Londen-Heathrow
- Cathay Pacific - Hong Kong
- Condor Flugdienst - Frankfort, Goa (India)
- EgyptAir - Cairo
- Emirates - Dubai
- Ethiopian Airlines - Addis Ababa, Koeweit
- Etihad Airways - Abu Dhabi
- Flydubai - Dubai
- Gulf Air - Abu Dhabi, Addis Ababa, Aden, Aleppo, Alexandria-Borg el Arab, Amman, Arbil, Athene, Bagdad, Bangkok-Suvarnabhumi, Basra, Beiroet, Cairo, Chennai, Colombo, Damascus, Dammam, Delhi, Dhaka, Doha, Dubai, Frankfort, Geneve (vanaf 29 maart), Isfahan, Islamabad, Istanboel-Atatürk, Jeddah, Karachi, Kathmandu, Khartoum, Kochi, Kuala Lumpur, Koeweit, Lahore, Larnaca, Londen-Heathrow, Manilla, Mashhad, Medina, Milaan-Malpensa (vanaf 27 maart), Mumbai, Muscat, Najaf, Parijs-Charles de Gaulle, Peshawar, Riyadh, Sana'a, Shiraz, Teheran-Imam Khomeini
- Iran Air - Mashhad, Shiraz
- Iran Aseman Airlines - Dubai
- Iraqi Airways - Baghdad, Najaf
- Jazeera Airways - Dubai, Koeweit
- Jet Airways - Mumbai
- Jordan Aviation - Aqaba
- KLM - Amsterdam, Koeweit
- Kuwait Airways - Koeweit
- Lufthansa - Frankfort
- Oman Air - Doha, Muscat
- Pakistan International Airlines - Karachi, Lahore
- Qatar Airways - Doha
- Royal Air Maroc - Casablanca
- Royal Jordanian - Amman-Queen Alia
- Saudi Arabian Airlines - Jeddah, Medina, Riyadh
- SriLankan Airlines - Colombo, Doha
- Syrian Arab Airlines - Damascus
- Turkish Airlines - Doha, Istanboel-Atatürk
- United Airlines - Koeweit, Washington-Dulles
- Yemenia - Dubai, Sana'a